# 第50S飛行中隊
第50S飛行中隊（フランス語：Escadrille 50S）は、フランス海軍海軍航空隊の一つ。 1946年1月1日に創設された。海軍飛行学校の初等教育を実施している。

## 配備基地
- ランヴェオック＝プルミック海軍航空基地（1946年1月 - ）

## 装備機
- キャップ 10
- モラーヌ・ソルニエ ラリー